# コウタイ
コウタイ（閩南語：鮕鮘；Ko͘-tai 学名：Channa asiatica）は、スズキ目タイワンドジョウ科に分類される魚。別名キャリコスネークヘッドとも呼ばれることもある。

## 分布
台湾と長江以南の中国に分布する。日本（大阪府、沖縄本島、石垣島）にも移入により定着しているが生息水域は極めて局所的で、個体数は少ない。

## 形態
全長30cm。温帯に分布するタイワンドジョウ科魚類としては最小である。腹びれを欠く。体色は赤や褐色の個体が多い。体側には くの字型の縞が8～9本入り、その上に多数の銀色の斑点がある。中国語の「七星鱧」という呼び名はこの模様に由来する。

## 生態
空気呼吸ができ、清浄な渓流から低酸素の池沼まで様々な環境に適応する。適応できる水温幅も広く、1～38℃の間で生存可能だが、生育に最適なのは15～25℃の間で、12℃以下、32℃以上では摂食を停止する。
食性は動物食で、魚類、小型両生類、昆虫類、甲殻類などを食べる。
繁殖形態は卵生。1回に1000個以上の卵を産む。

## 人間との関係
生息地では食用とされることもある。
日本では一部に移入および定着し在来種への影響が懸念されることから、要注意外来生物に指定されていたが、その後身である生態系被害防止外来種からは除外されている。
ペットとして飼育されることもあり、様々な改良品種が生み出されているほか日本にも輸入されている。キャリコスネークヘッドと呼ばれることもある。餌は小魚やアカムシ、イトミミズ、コオロギなどの活き餌を与えるが、飼育下では人工飼料や乾燥飼料にも餌付く。性質が荒く、同種他種共に混泳には向かない。繁殖目的などで複数飼育を行う場合は流木や岩などの隠れ家を多く設置して個体間の干渉を少なし、個体間の争いが激しくなったり全長に差が出た場合はすぐに隔離して単独飼育に切りかえられるようにする。